# Vladímir Cheloméi
Vladímir Nikoláyevich Cheloméi (Влади́мир Никола́евич Челоме́й) (30 de junio de 1914 - 8 de diciembre de 1984) fue un científico e ingeniero de cohetes soviético.

## Juventud
Cheloméi nació en Siedlce, Polonia. A los tres meses de edad su familia se mudó a Poltava, cuando la Primera Guerra Mundial afectó a Siedlce.
Cuando Cheloméi tenía doce años su familia se mudó a Kiev, Unión Soviética (actual Ucrania).
En 1932 Cheloméi fue admitido en el Instituto Politécnico de Kiev (después sería el Instituto Aéreo de Kiev), donde sería un estudiante destacado. En 1936, su primer libro, Análisis de vectores, es publicado. 
Estudiando en el instituto, Cheloméi asistió a conferencias sobre análisis matemático, teoría de ecuaciones diferenciales, física matemática, la teoría de elasticidad y mecánicas en la Universidad de Kiev. También asistió a las conferencias pronunciadas por Tullio Levi-Civita en la  Academia de Ciencias de la RSS de Ucrania. En esos tiempos Cheloméi se interesó en la mecánica y en la teoría de oscilaciones, en las que seguiría interesado toda su vida. En 1937 Cheloméi se graduó del instituto con honores. Después de eso trabajó como conferenciante, defendiendo una disertación para el Candidato de Ciencias (en 1939).

## Segunda Guerra Mundial
Al comienzo de la Gran Guerra Patriótica, Cheloméi estaba trabajando en el TsIAM en Moscú, en la creación del primer motor pulsorreactor soviético en 1942, de manera independiente al esfuerzo de la Alemania nazi en el mismo campo.
En el verano 1944 se enteró de que la Alemania nazi lanzaba los proyectiles V-1 contra el sur de Inglaterra. El 19 de octubre de 1944, siguiendo una decisión del Comité de Estado de Defensa de la URSS y el comisario para la Industria Aérea Alekséi Ivánovich Shajurin, Cheloméi fue nombrado Director y Jefe Constructor de la Planta N51  (su director anterior había sido Nikolái Polikárpov, que había muerto un tiempo antes). Cheloméi estaba a cargo del diseño y prueba del primer misil de crucero soviético a la mayor brevedad posible. Ya en diciembre de 1944, el proyectil, con el nombre clave 10X, fue disparado en pruebas desde aviones Petliakov Pe-8 y Tupolev Tu-2.

## OKB-52 y carrera académica
Luego del éxito con los 10X, la Oficina Especial de Diseño de la URSS para aviones no pilotados (OKB-52) fue establecida bajo la dirección de Cheloméi. En 1955 Cheloméi fue designado Jefe Constructor del OKB-52, donde continuó trabajando en proyectiles de crucero, y cargo que mantuvo hasta 1984.
Cheloméi continuó su investigación científica, consiguiendo un doctorado en ciencias de la Escuela Técnica Superior Bauman de Moscú. Después de su tesis en 1951, se hizo profesor en ese instituto en 1952.
En 1958, el OKB-52 hizo la propuesta para un misil balístico intercontinental de varias etapas. Aunque su cohete UR-200 es rechazado en favor del R-36 (designación occidental SS-9 Scarp) de Mijaíl Yangel, su diseño del UR-100 fue aceptado.

## Naves espaciales
En 1959 Cheloméi fue designado Jefe Constructor de la Industria Aérea.
OKB-52, junto con el diseño de los ICBM, empezó a trabajar en naves espaciales, y en 1961 comenzó a trabajar en el diseño de un ICBM mucho más poderoso, el UR-500.
En 1962, Cheloméi se convierte en académico de la  Academia de Ciencias de la URSS, en el Departamento de Mecánica.
Cheloméi se volvió el competidor interior de Serguéi Koroliov en la "carrera a la Luna". Cheloméi propuso que el poderoso UR-500 fuera usado para lanzar una pequeña cápsula con dos hombres en un sobrevuelo lunar, y consiguió el apoyo de miembros de la familia de Nikita Jrushchov. También exigió que el UR-500 se usara para lanzar una estación espacial militar Almaz.
Tras la caída de Jrushchov, los proyectos de Cheloméi y Koroliov fueron combinados, pero el programa lunar soviético continuó. 
Cheloméi había cometido un error crítico al despreciar a Dmitri Ustínov, Presidente de la Comisión de la Industria Militar. Bajo Brézhnev, Ustínov escaló a su posición en el Comité Central para la Defensa y Espacio. Además Ustínov idolatraba a Stalin y despreciaba a Jrushchov por haber mancillado la memoria de Stalin. La nueva dirección era adversa a todos los proyectos que Jrushchov había apoyado. Estos incluyeron aquellos de Cheloméi y su OKB-52.
Una comisión especial bajo la dirección de Mstislav Kéldysh fue dirigida para examinar todos los proyectos de Cheloméi y recomendar qué debería ser cancelado. Kéldysh encontró que el cohete R-36 de Mijaíl Yánguel  y el sistema de bombardeo de órbita fraccionaria eran superiores al UR-200 de Cheloméi. El UR-200 fue cancelado. El desarrollo del UR-500 continuó, pero solo en la versión espacial 8K82K, que hubiera servido para lanzar la cápsula tripulada LK-1 en un vuelo circunlunar, alrededor de la Luna.
El primer lanzamiento del UR-500 (también conocido como Protón) tuvo lugar el 16 de julio de 1965
Pero el LK-1 fue a su vez cancelado finalmente en 1965, cuando Koroliov recobró el control de todos los proyectos lunares tripulados. Sin embargo, Cheloméi no estaba todavía acabado. Su UR-100 era la espina dorsal de la estrategia disuasiva soviética. Sus proyectiles de crucero navales eran el único contrapeso soviético a la Armada Americana. Sus propuestas alternadas para los alunizajes tripulados (UR-700/LK-700), misiones a Marte (MK-700) y el transbordador reutilizable (LKS) fueron todos rechazados por la dirección (aunque a menudo técnicamente y por otros diseños de otras oficinas).
Aunque nunca se usó para las misiones lunares, como Cheloméi había propuesto, el Protón fue usado para lanzar muchos satélites soviéticos, y las estaciones espaciales Saliut y Mir, en las siguientes tres décadas.
Los satélites terrestres como Poliot también fueron diseñados por el OKB de Cheloméi. Al contrario de los existentes, los primeros satélites de Cheloméi Poliot-1 (1963) y Poliot-2 (1964) podían cambiar de órbita. También encabezó el desarrollo del satélite Protón. En la década de 1970 el OKB de Cheloméi trabajó en el complejo Almaz, que se volvió la base para la estación orbital Saliut 2, Salyut 3 y Saliut 5 diseñadas por Cheloméi y su OKB. Cheloméi diseñó el vehículo orbital tripulado TKS para apoyar a la Almaz como una alternativa a la nave espacial Soyuz. El TKS nunca voló como estaba planeado, pero los derivados volaron como módulos en Salyut 7 y Mir.
Cheloméi muere en Moscú en 1984.

## Premios
- Dos veces Héroe del Trabajo Socialista (1959, 1963)
- Premio Estatal de la URSS (1967, 1974, 1982)
- Premio Lenin (1959)
- Cuatro Órdenes de Lenin.
- Orden de la Revolución de Octubre.

## Cultura popular
En la película El cosmonauta, Cheloméi es interpretado por el actor inglés David Barrass. La película presenta un escenario de  historia alternativa en la cual el ingeniero ruso desarrolla su proyecto LK.